# Oskar Reinhart
Oskar Reinhart (* 11. Juni 1885 in Winterthur; † 16. September 1965 in Winterthur) war ein Schweizer Kunstsammler und Mäzen.

## Biographie
Bereits sein Vater Theodor Reinhart, Leiter der Handelsfirma Gebrüder Volkart, unterstützte zahlreiche Künstler, darunter Ferdinand Hodler, Karl Hofer und Hermann Haller. Die Liebe zur Kunst übertrug sich auch auf seinen Sohn, der die Kunstsammlung und Kunstförderung zu seinem Lebensinhalt machte.
1919 kaufte er in Winterthur das Haus zur Geduld, welches er zu einem Clubhaus nach englischem Vorbild für den von ihm gegründeten Club zur Geduld umbauen liess. Aus dem Familienunternehmen trat er 1924 zurück und errichtete neben dem Wohnsitz «Am Römerholz» in Winterthur ein Galeriegebäude für seine bedeutende Privatsammlung. Bereits zu Lebzeiten schenkte er der Stadt Winterthur seine Sammlung mit Werken deutscher, schweizerischer und österreichischer Künstler des 18. bis frühen 20. Jahrhunderts. Diese Sammlung alleine beherbergt etwa 600 Kunstwerke und wird seit 1951 im heutigen Kunst Museum Winterthur – Reinhart am Stadtgarten gezeigt.
Nach seinem Tod ging der andere Teil der Sammlung zusammen mit dem Wohnhaus «Am Römerholz» als sein Vermächtnis ins Eigentum der Schweizerischen Eidgenossenschaft über. Hierzu gehören etwa 200 Werke alter Meister und der französischen Malerei des 19. Jahrhunderts. Darunter befinden sich Gemälde von Lucas Cranach dem Älteren, Honoré Daumier, Pierre-Auguste Renoir, Paul Cézanne, Claude Monet und Vincent van Gogh.

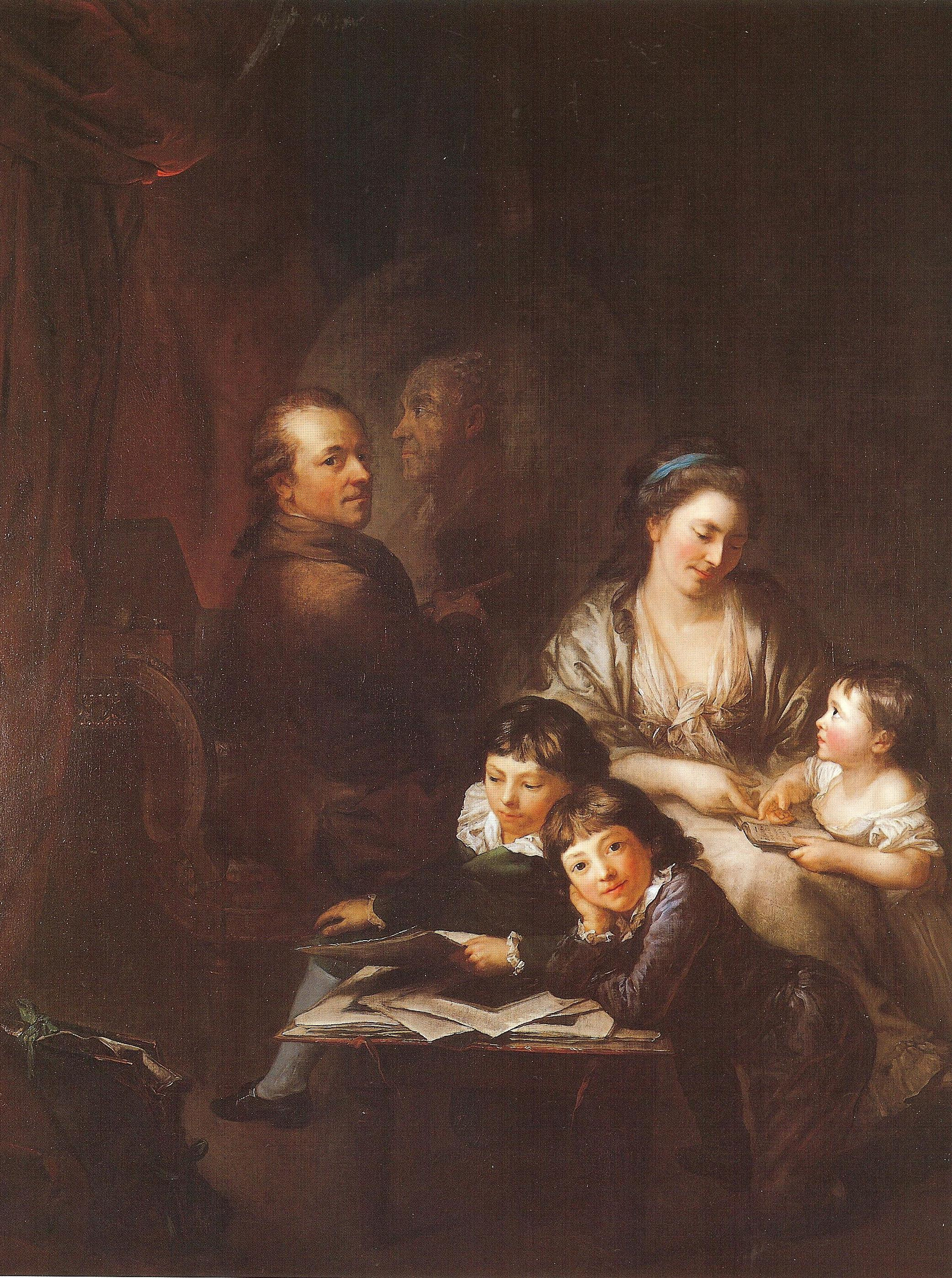
Selbstporträt von Anton Graff mit seiner Familie, 1785
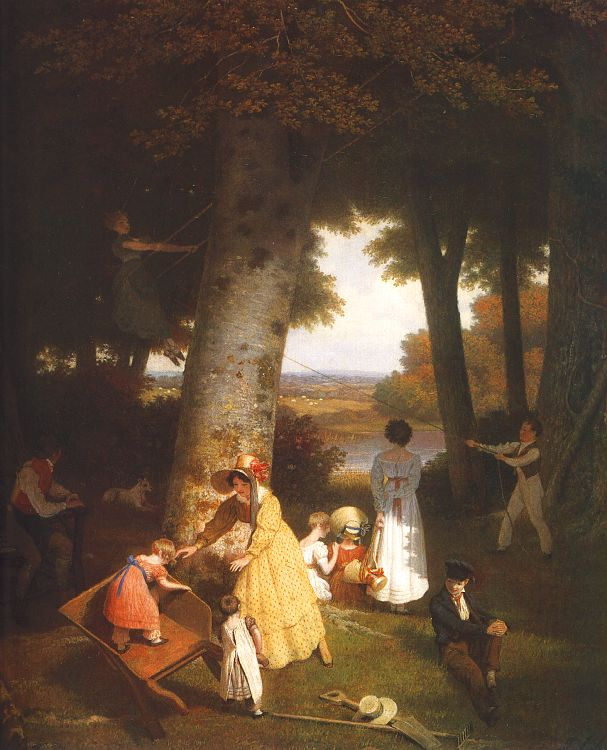
Der Spielplatz, Jacques-Laurent Agasse, 1830
Der Maler im Garten, Carl Spitzweg, um 1870
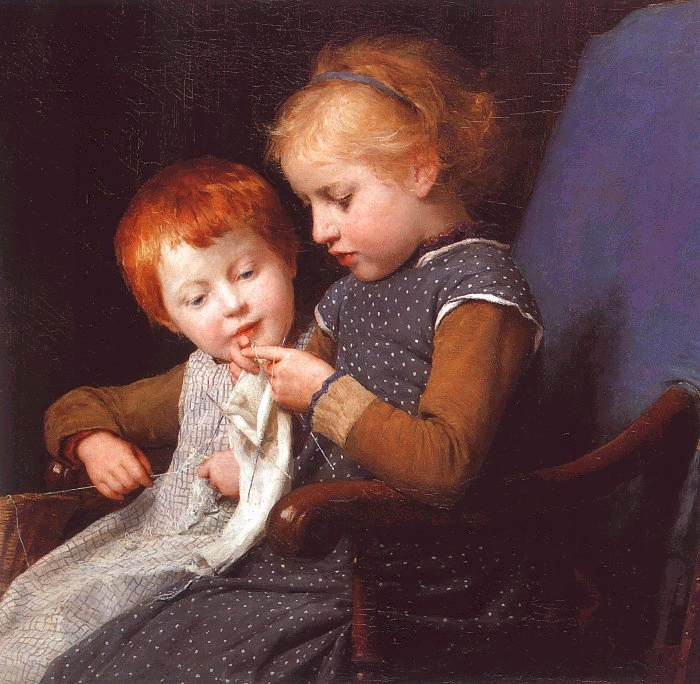
Die kleinen Strickerinnen, Albert Anker, 1850–1900
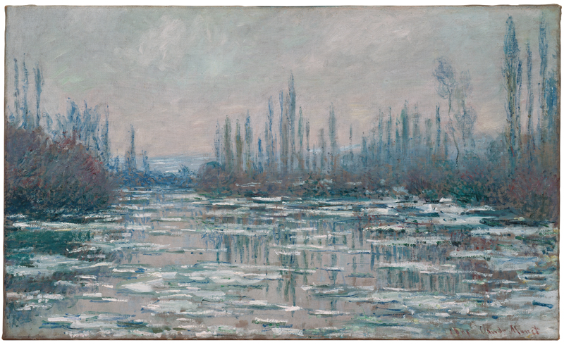
Die Seine bei Eisgang, Claude Monet, 1880/81
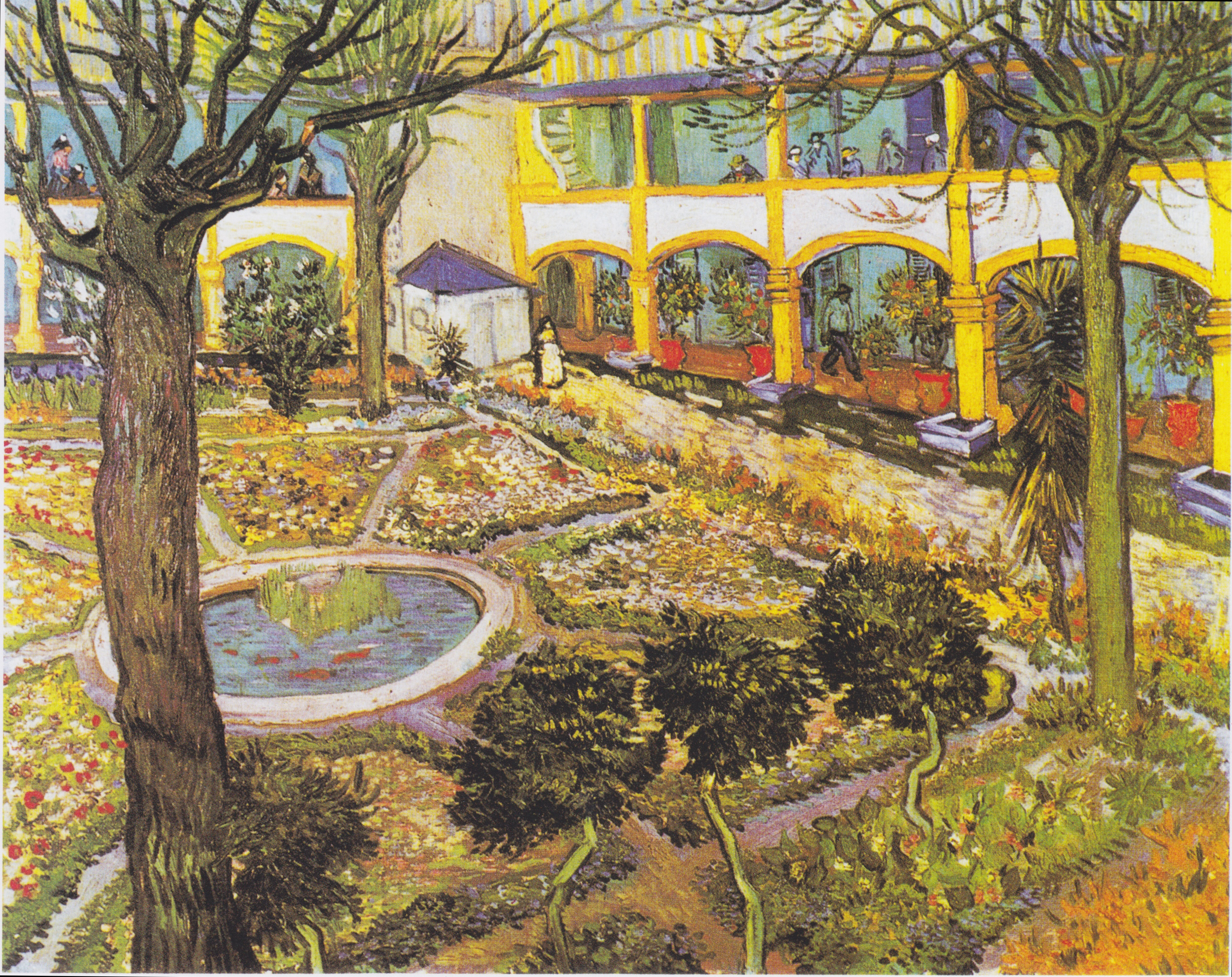
Der Innenhof des Hospitals von Arles, Vincent van Gogh, 1889
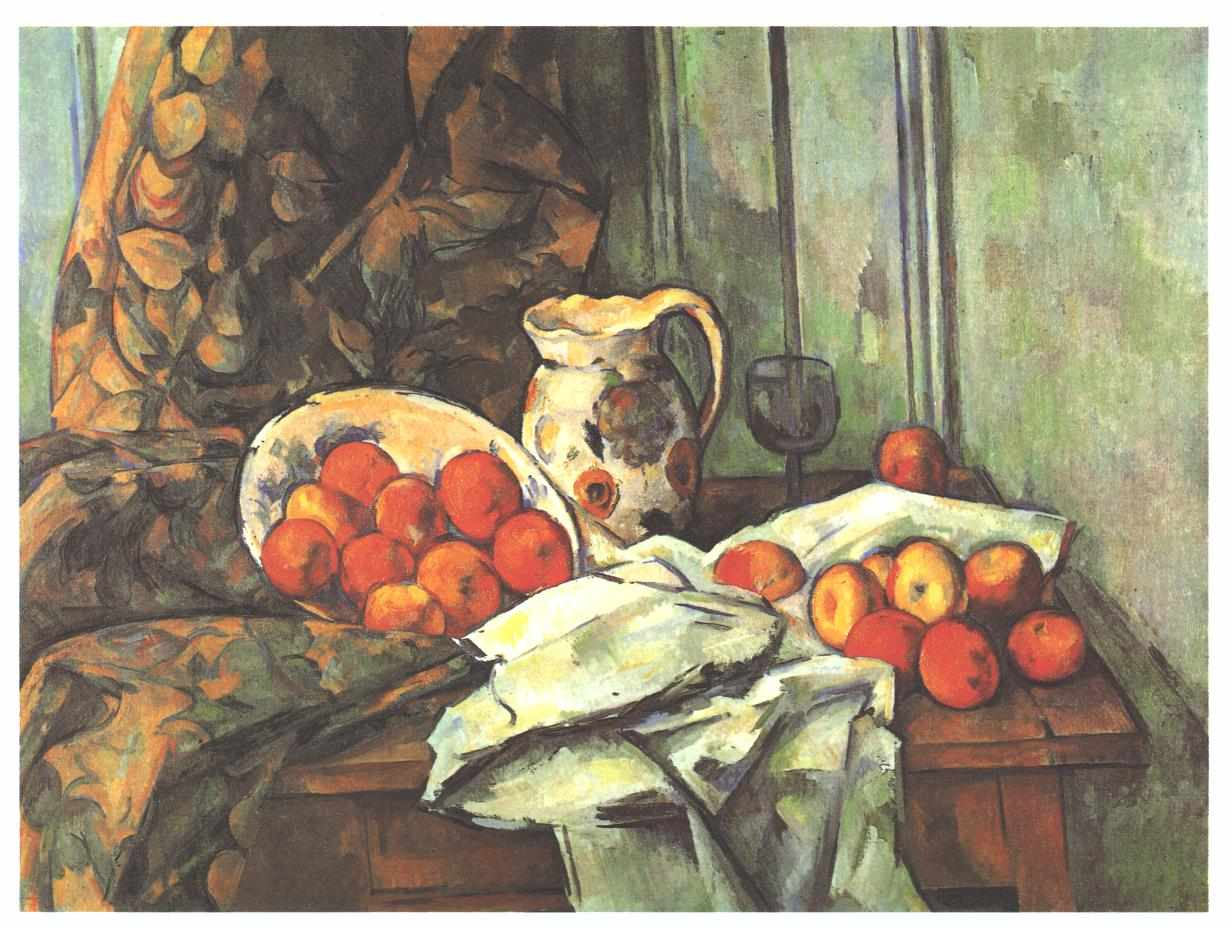
Stilleben mit Fayencekrug und Früchten, Paul Cézanne, um 1900